# Musgrave Harbour
Musgrave Harbour es un pueblo canadiense situado en la provincia de Terranova y Labrador.

## Superficie
Musgrave Harbour tiene una superficie de 67,3 km².

## Demografía
En 2021, tenía 946 habitantes, una densidad poblacional de 14,1 hab./km², y 486 viviendas.